# Batalla d'India Muerta

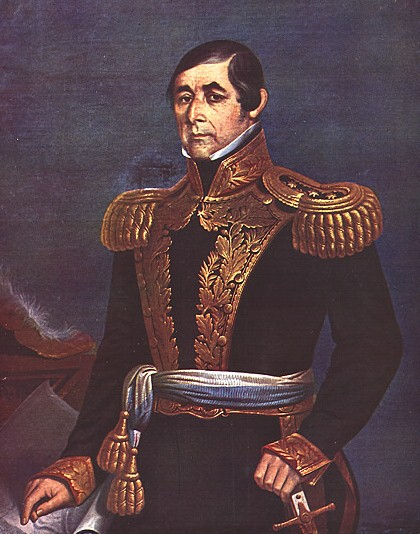
Retrat de Fructuoso Rivera per Baldassare Verazzi.

La batalla d'India Muerta és una batalla que va tenir lloc el 19 de novembre de 1816, abans de la guerra per la independència de l'Uruguai, durant la segona invasió portuguesa del país (1816-1820). L'escenari dels enfrontaments armats s'ubica a l'actual departament de Rocha.
La victòria va ser per a les tropes portugueses, comandades pel capità Serpa Pintos de Araujo Correa, sobre les tropes orientals (uruguaianes) del general Fructuoso Rivera.